# Erwin Keller
Erwin Keller (Concepción, 8 aprile 1905 – Berlino Ovest, 31 luglio 1971) è stato un hockeista su prato tedesco.

## Palmarès

### Olimpiadi
- 1 medaglia:
  - 1 argento (Berlino 1936)